# SERCA
SERCA (zkratka z angl. sarco/endoplasmic reticulum Ca2+ ATPase), též ER Ca2+ ATPáza, je pumpa, která se vyskytuje v membráně endoplazmatického retikula svalových buněk. Za spotřeby ATP tato pumpa transportuje vápenaté ionty z cytosolu do endoplazmatického retikula. SERCA je aktivní neustále, ale do popředí se dostává v momentě, kdy dochází ke svalovému stahu. Tou dobou se totiž otevírají ryanodinové receptory v membráně ER a do cytosolu vstupují vápenaté ionty, které vyvolávají stah. Aby tento stah byl rychle ukončen, v časovém měřítku milisekund se SERCA postará o to, aby se vápenaté ionty vrátily do ER a obnovil se 10 000násobný gradient napříč membránou endoplazmatického retikula.